# エジプト第22王朝
エジプト第22王朝（エジプトだい22おうちょう、紀元前945年 - 紀元前715年）は、第3中間期の古代エジプト王朝。リビア人傭兵の子孫シェションク1世によって開かれた。マネトがこの王朝が9人のブバスティスの王からなっていると記録しているため、ブバスティス朝とも呼ばれる。その拠点は前王朝から引き続いて下エジプトのタニスであり、タニスからメンフィスにいたる地域がこの王朝の中心であった。

## 歴史

### エジプトの再統一

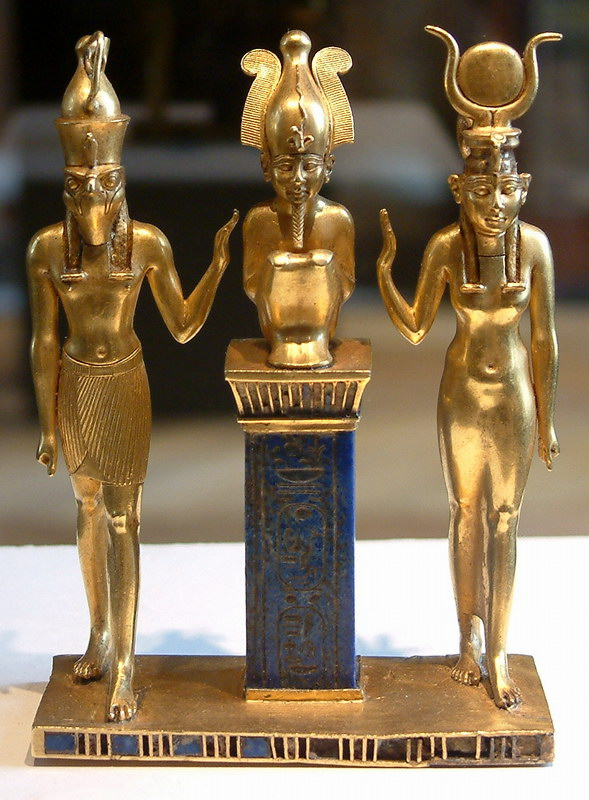
オソルコン2世時代に作られた黄金の三神像。中央にオシリス神、左右にイシス神、ホルス神が並ぶ。盗掘品であったが、19世紀にルーブル美術館の所蔵品となった。

王朝の創始者とみなされるシェションク1世はかつて傭兵としてエジプトに居住地を与えられたリビア人の子孫であった。このことは、シェションク5世の治世第37年に聖牛アピスを埋葬する儀式が行われた際に記録された祈祷文に、王の祖先の名が記録されていることから証明される。それによればシェションク1世の家系の祖はリビア人ブユワワであったという。
王位を得る以前のシェションク1世に関する記録は少ないが、彼はプスセンネス2世の娘マートカラーを妻として娶り、軍司令官の地位を得ていたことが分かっている。またアビュドス出土の碑文によれば、彼は第21王朝の王に対し、アビュドスのオシリス神殿に彼の父の像を建てる許可を仰いでいるが、その中で彼は「メシュウェシュの大首長」と呼ばれている。この記録によれば、シェションク1世の父は「メシュウェシュの大首長シェションクと妻メフテンウェスケトの子たるメシュウェシュの大首長ニムロト」であった。
メシュウェシュはリビア人の有力部族であり、海の民の襲来ではリビア人の代名詞として使われている名前である。このことからシェションク1世はエジプトに居住したリビア人部族の首長の地位を世襲する家系の出身であったことが知られ、王女との結婚もこうしたシェションク1世の地位があって可能であったものと考えられる。
シェションク1世は紀元前945年頃に王位を獲得したが、その経緯はあまり知られていない。彼は強力な政治家、軍人であり、南方のアメン大司祭国家の権力も手中にしてエジプトを再統一することに成功した。シェションク1世の長男オソルコン1世は父と同じくプスセンネス2世の娘を娶り、息子の1人イウプトは上エジプト長官、軍司令官、アメン大司祭職を兼任し、別の息子ニムロトはなお油断ならないテーベ（古代エジプト語：ネウト、現在のルクソール）の神殿勢力に圧力を加えるためにヘラクレオポリス（古代エジプト語：ネンネス）駐留軍司令官に任じられた。

### パレスチナ遠征
シェションク1世の名を有名にしているのはそのパレスチナ方面での軍事活動である。彼は新王国時代の王に倣い、テーベのアメン神殿に自らの遠征記録を作成した。その中には征服した土地のリストが挙げられている。即ちガザ、アラド、アヤロン、ベト・ホロン、ギベオン、ティルザ、ベトシャン、タアナク、メギドなどである。これらの地名から、この記録が旧約聖書列王記上に記されているエジプト王シシャクの遠征が史実であったことを裏付けるものであるとみなされる。
地名の大半が当時のイスラエル王国（北王国）に属する地名である。この時のイスラエル王ヤロブアムは、かつて第21王朝時代のエジプトに亡命していた経験を持つ人物で、ソロモン王死後の王国分裂に際してイスラエル王位を手に入れていた。このヤロブアムのエジプト亡命経験とシェションク1世のパレスチナ遠征には何らかの関連性があると思われ、その意図を巡って様々な議論がある。
シェションク1世はまずユダ王国を攻撃して圧勝し、エルサレム市にまで迫った（en:Sack of Jerusalem (10th century BC)）。ユダ王レハブアムは、エルサレム神殿の財宝のほとんどをシェションク1世に対して献上することでエルサレムの破壊を免れたという。
レハベアム王の治世第5年、エジプト王シシャクがエルサレムに上り、主の神殿と王宮の財宝を奪い取った。彼は全てを奪い、ソロモンが作った金の盾も全て奪い取った。
次いで北のイスラエルを攻撃し、これにも勝利を収めた。ヤロブアムはギレアド（現ヨルダン）地方へと逃亡し、シェションク1世はメギドにまで到達したのである。彼は500年前にこの地で勝利を収めたトトメス3世の例に倣って戦勝記念碑を建設し、勝利のうちに本国へ凱旋した。
シェションク1世はこのようにパレスチナ地方を席巻したが、パレスチナに対するエジプトの支配は恒久的なものとはならなかった。

### 南北対立
シェションク1世が紀元前924年頃に死亡すると、長兄のオソルコン1世が王位を継承した。オソルコン1世はアメン大司祭職にあった弟のイウプトに代えて、自分の息子シェションク2世をアメン大司祭とした。そしてシェションク2世を共同王として後継者にする意思を表したが、シェションク2世は父に先立って死亡してしまった。シェションク2世の死亡から程なくオソルコン1世も死亡した。その結果オソルコン1世の別の息子、タケロト1世が王位を継承したが、彼の治世に関しては記録がほとんど残されていない。一方、テーベではシェションク2世の息子ハルシエセがアメン大司祭職を継いでいた。
タケロト1世が死亡すると、オソルコン2世が王位を継いだが、アメン大司祭でありかつての「正統な王位継承者」の息子であるハルシエセの権勢は強く、またテーベに漂う独立の機運も手伝ってオソルコン2世治世第4年、ハルシエセは王を称して共同王となった。
両者の関係は複雑であったが、直接的な対立は最後まで避けられた。そしてハルシエセが死亡すると、オソルコン2世はすかさずアメン大司祭職に自分の息子ニムロトを就けてテーベに対する統制を回復した。しかしこの後も南方のアメン大司祭職を巡る問題は第22王朝の政治的統一に影を落とし続ける。

### カルカルの戦い
オソルコン2世時代のもう一つ重要な事件はアッシリアのシリア侵攻である。当時アッシリアは著しい拡大期に入っており、その王シャルマネセル3世は北シリアを征服し、南部シリアにも手を伸ばしつつあった。この事態に対し、当時のシリア諸国はダマスカス、イスラエル、ハマテを中心とした連合軍を組織してアッシリアに対応したが、エジプト軍もこの連合軍に参加していたことがアッシリアの記録に残されている。
オソルコン2世がどの程度アッシリアの脅威を認識していたのか定かではないが、彼はアッシリアとの戦いにおいて主導権を握ることはなかった。アッシリアとシリア地方連合軍は紀元前853年、オロンテス河畔のカルカルで激突した（カルカルの戦い）が、この戦いに参加したエジプト軍はわずか1000人であり、万単位の軍勢を派遣しているシリア諸国の軍に比較して明らかに少ない。
ともかくもこの戦いでアッシリアは撃退され、シリア地方を経由してエジプトが攻撃される危険は一時的にせよ回避された。

### テーベの動乱
紀元前850年頃オソルコン2世が死去した時、慣例に習えばその王位はニムロトの息子で王の孫のタケロト2世の手に渡る筈であった。しかし、タニスの王座に就いたのは出生不明のシェションク3世であった。彼とオソルコン2世の関係は殆ど分かっていないが、タケロト2世がこの王位継承に異を唱え、テーベで王を名乗った事がエジプトをかつてない戦乱をもたらす事になった。
シェションク3世の治世6年目以降、テーベ周辺の地域は事実上中央政府の統制を離れ、独立した国家として機能するようになった。二つの家系はヘラクレオポリスを間に挟み、どちらが優勢とも取れぬ状態でしばらくの間併存していた。
しかしタケロト2世の治世第11年に、ペディバステトなる人物が現れたことで事態が大きく動き始める。シェションク3世の縁者で、その後援を受けたと思われるこの人物がテーベで蜂起したのを皮切りに、上エジプトを巡る対立は一気に内戦へと発展した。タケロト2世は新しいアメン大司祭として自分の息子オソルコンを任命したが、アメン神官団はこの人事を拒否し、ペディバステトを支持した。彼らはハルシエセを大司祭に擁立して反乱を起こしたのである。この反乱においてはヘラクレオポリスの支配者プタハアジアンクエフがオソルコンを助けて反乱鎮圧に協力したため間もなく鎮圧され、首謀者は全員捕らえられて処刑された。その死体は二度と復活できないよう火葬にされたという。しかしテーベに燻る不満はタケロト2世の治世第15年、更に大規模な反乱を誘発した。カルナック神殿に残された年代記に「この国に大動乱が勃発した」と記されるこの内戦は10年以上続いたとされ、優勢となったペディバステト派はオソルコンを砂漠に追放した。
ペディバステトとの決着をつけられないまま、タケロト2世は紀元前825年頃死亡した。しかし、ペディバステト1世はシェションク3世に支配権を返上する事なく、王座に居座って独立を維持し、没後はシェションク6世なる人物が後継者となった。対するオソルコンは西方の砂漠地帯に拠って、再起の機会を伺った。十数年後、シェションク6世を倒して王座を奪回したオソルコンはオソルコン3世として即位し、テーベを巡る一連の内紛はひとまずの終結を見た。しかしこの時点でテーベの一族は第22王朝の分家ではなく、第23王朝と言うべき全く別の王家となっていた
タニスの王室は一連の内紛に対して有効な対応策をとることができず、ただ事態を静観するしかなかった。シェションク3世は半世紀以上にわたる長い期間を統治したが、彼の時代はエジプトが再び分裂していく時代の始まりとなった。テーベの独立を端緒として、各地で離反の動きが相次ぎ、第22王朝の支配圏は下エジプト南部と中部エジプトの一部にまで狭まってしまった。

### 分裂
その後第22王朝はなんとか首都タニスの周辺とナイル川三角州地帯に勢力を維持し、シェションク3世の死後、パミと呼ばれる王が即位した。彼についてはほとんど何もわかっておらず、短い治世の後に息子のシェションク5世が王位を継承、更にオソルコン4世へと受け継がれた。オソルコン4世は恐らく旧約聖書列王記下に登場するエジプト王ソ（英語: So）である。列王記下の記述によれば、イスラエル王ホシェアはアッシリアに対して反乱を起こした際、エジプトに支援を求めたが、エジプト王ソはこれに応じなかったという。内乱に忙殺されるオソルコン4世にとってパレスチナへの派兵は不可能であったのであろう。
間もなくアッシリア王サルゴン2世はイスラエルの反乱を鎮圧し、エジプト領すぐそばのラフィアにまで進んだ。そして「エジプトの川」まで入ったのである。オソルコン4世はこの脅威に対し、「アッシリアでは見出しがたい12頭の大馬」をサルゴン2世に贈ってその攻撃を回避した。
第22王朝（タニス）と第23王朝（レオントポリス）、更にアメン大司祭との関係は複雑で、全容は明らかとなっていない。単純な「別の国家」というわけでもなく、重複する人事権を巡って争ったり、一時的な協力関係を築くなどしていたが、この時期の歴代王の統治期間や具体的な関係はよくわかっていない。
更に分裂は続いた。第23王朝の支配下にあったヘラクレオポリスでは、タケロト3世の時代に長官職にあったペフチャウアバステトが王族の女性を娶って王を称し自立した。更にヘルモポリス（古代エジプト語：ウヌー）でニムロトという名の人物が王を名乗り、下エジプト西部のサイスでも「西方の首長」と呼ばれたリビア系のテフナクト1世が独立勢力を築いて王となった。サイスの王家は第24王朝とされている。
ここに至ってエジプトには少なくても5人の王（即ちタニス、レオントポリス、ヘラクレオポリス、ヘルモポリス、サイスに拠点を置く5つの王家の当主）と、アメン大司祭が並び立つことになったのである。

### ヌビア人の侵入
このようなエジプトの混乱が外部勢力の侵入を誘ったとしても何ら不思議はない。東方ではアッシリアが勢力を増していたが、彼らはバビロニアの反乱に手を焼いており、さしあたっては安全であった。しかし南方のヌビア（第25王朝）はそうではなかった。ヌビアでは新王国時代のエジプト支配を通してエジプト文化が普及しており、エジプトのアメン神を中心とした宗教体系が導入されていた。そしてヌビア人は新王国末期にはクシュ王国（ナパタ王国）と呼ばれる強固な王国を築いていた。このヌビア人の王国はエジプト風にファラオの称号を採用し、カルトゥーシュの中に王名を記していた。当時の王ピアンキは、エジプトの王国が四分五裂する様を目にして北方への遠征を決意した。もはやエジプトから派遣された「南の異国の王子」がヌビアを統治したのは遠い過去の話になっていたのである。ピアンキの主張するところによればこの遠征は「旧宗主国の秩序とアメン神の権威を立て直す」ものであった。
ピアンキの侵入に対し、エジプトに割拠していた王達のうち、タニス（第22王朝）のオソルコン4世、レオントポリス（第23王朝）のイウプト2世、サイス（第24王朝）のテフナクト1世、ヘルモポリスのニムロト、ヘラクレオポリスのペフチャウアバステトらは同盟を結んで対応したが、次々と撃破されその軍門に下った。しかし彼らはピアンキに臣従することで名目的な王位を認められ、引き続き現地を支配することができた。ピアンキはヌビアからエジプトを統治することを好んでおり、エジプトへの移住はしなかったのである。とはいえ、独立勢力としての第22王朝の歴史はここに終焉を迎えた。
サイス（第24王朝）のテフナクト1世だけはなお反撃の機会を窺ったが、ヌビア人によるエジプトの完全支配は目前に迫っていた。

## 歴代王
マネトは第22王朝の歴代王として「9人のブバスティスの王」に言及するが、現存する彼の文書内では個人名は3人しか挙げられていない。以下にその一覧を記す。括弧内は対応すると考えられる王名である。
- セソンキス（シェションク）
- オソルトン（オソルコン）
- タケロティス（タケロト）

一方同時代史料などから復元される第22王朝の歴代王は以下の通りである。王名は原則として「即位名（上下エジプト王名）・誕生名（ラーの子名）」の順番で記す。イコールで結ばれた名は全て即位名である。在位年代は参考文献『ファラオ歴代誌』の記述によるが、年代決定法の誤差その他の問題から異説があることに注意されたい。なお、共同王として即位した年から始めているため、年代が重複する王がいる。
- ヘジケペルラー＝セテプエンラー・シェションク1世（前945年 - 前922年）
- セケムケペルラー＝セテプエンラー・オソルコン1世（前924年 - 前887年）
- ヘカケペルラー＝セテプエンラー・シェションク2世（前887　-　前885年）
- ウセルマートラー＝セテプエンラー・タケロト1世（前885年 - 前872年）
- ウセルマートラー＝セテプエンアメン・オソルコン2世（前872年 - 前837年）
  - ヘジケペルラー＝セテプエンアメン・ハルシエセ（前870年 - 前860年）
- ウセルマートラー＝セテプエンラー・シェションク3世（前837年 - 前798年）
- ヘジュケペルラー＝セテプエンラー・シェションク4世 (前798年　-　前785)
- ウセルマートラー＝セテプエンアメン・パミ（前785年 - 前778年）
- アアケペルラー＝セテプエンラー・シェションク5世（前778年 - 前740年）
- セヘテプイブエンラー・ペディバステト2世 (前740 - 前730年)
- アアケペルラー＝セテプエンアメン・オソルコン4世（英語版）[7]（前730年 - 前715年）

## 注
1. ↑  シェションク1世とは別人。彼の祖父にあたる。
2. ↑  紀元前3世紀のエジプトの歴史家マネトの記録ではディオスポリスマグナと呼ばれている。これはゼウスの大都市の意であり、この都市がネウト・アメン（アメンの都市）と呼ばれたことに対応したものである。この都市は古くはヌエと呼ばれ、旧約聖書ではノと呼ばれている。ヌエとは大都市の意である。新王国時代にはワス、ワセト、ウェセ（権杖）とも呼ばれた。
3. ↑  ヘラクレオポリスという名は、この都市で祭られていた地方神ヘリシェフをギリシア人がハルサフェスと呼び、名前の類似等からヘラクレスと同一視したことによって付けられたギリシア語名である。
4. ↑  エジプトが参加していなかったという説も存在する。詳細はカルカルの戦いを参照。
5. ↑  かつて共同王となった同名のアメン大司祭ハルシエセの子孫を称した。
6. ↑  復活の日を迎えるために死体を温存する必要のあったエジプトでは通常火葬は行われなかった。
7. ↑  オソルコン3世は第23王朝の王。